# 富岡市立美術博物館・福沢一郎記念美術館
富岡市立美術博物館・福沢一郎記念美術館（とみおかしりつびじゅつはくぶつかん ふくざわいちろうきねんびじゅつかん、英: Tomioka city museum / Fukuzawa Ichiro memorial gallery、略称: TCM/FIMG）は、群馬県富岡市、もみじ平総合公園内にある美術博物館（美術館・博物館）。

## 施設
群馬県富岡市黒川351-1、もみじ平総合公園内に位置する。世界遺産・富岡製糸場の北西、上黒岩および黒川地区の丘陵上にあり、館内に富岡市を中心とした地元地域の考古資料や民俗資料のほか、近代から現代にかけて活躍した、あるいは地元地域ゆかりの芸術家らによる作品を展示している。開館は1995年（平成7年）8月8日である。
建物の設計は柳澤孝彦+TAK建築・都市計画研究所が担当した。連続する半円形のヴォールト屋根の列は、周囲の山並みの景色と同調するものである。上空から見ると、細長いヴォールト屋根が建物の奥の方まで伸びているのがわかる。
展示室（ギャラリー）は常設・企画・郷土資料の3室に加え、富岡市ゆかりの画家・福沢一郎に関する展示室が3室あり、うち1室は彼のアトリエを再現したものとなっている。館内にはこのほか、市民ギャラリーや視聴覚室、創作室、図書室、作品の収蔵や施設の管理に用いる空間などが設けられている。
開館時刻は午前9時30分から午後5時まで（入館は午後4時30分まで）。休館日は毎週月曜日や年末年始など。

## 交通アクセス
公共交通機関
上信電鉄上信線・上州富岡駅からタクシーで10分間。または、乗合タクシー黒岩線に乗車し「もみじ平総合公園前」バス停にて下車。
JR信越本線・磯部駅からタクシーで10分間。
自家用自動車
上信越自動車道・富岡ICまたは下仁田ICから自動車で15分間。

## 関連施設
群馬県立自然史博物館

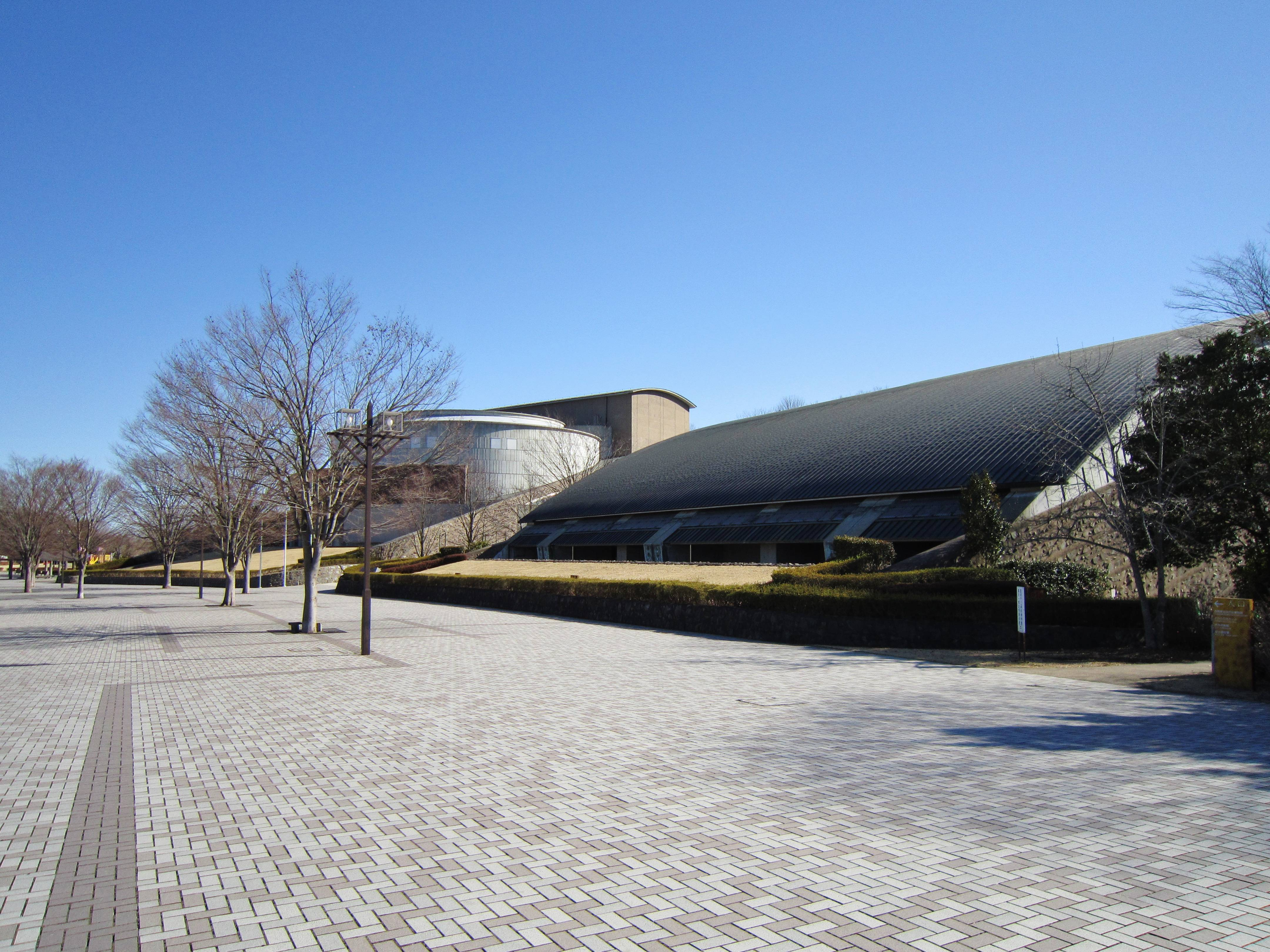
自然史博物館とかぶら文化ホール

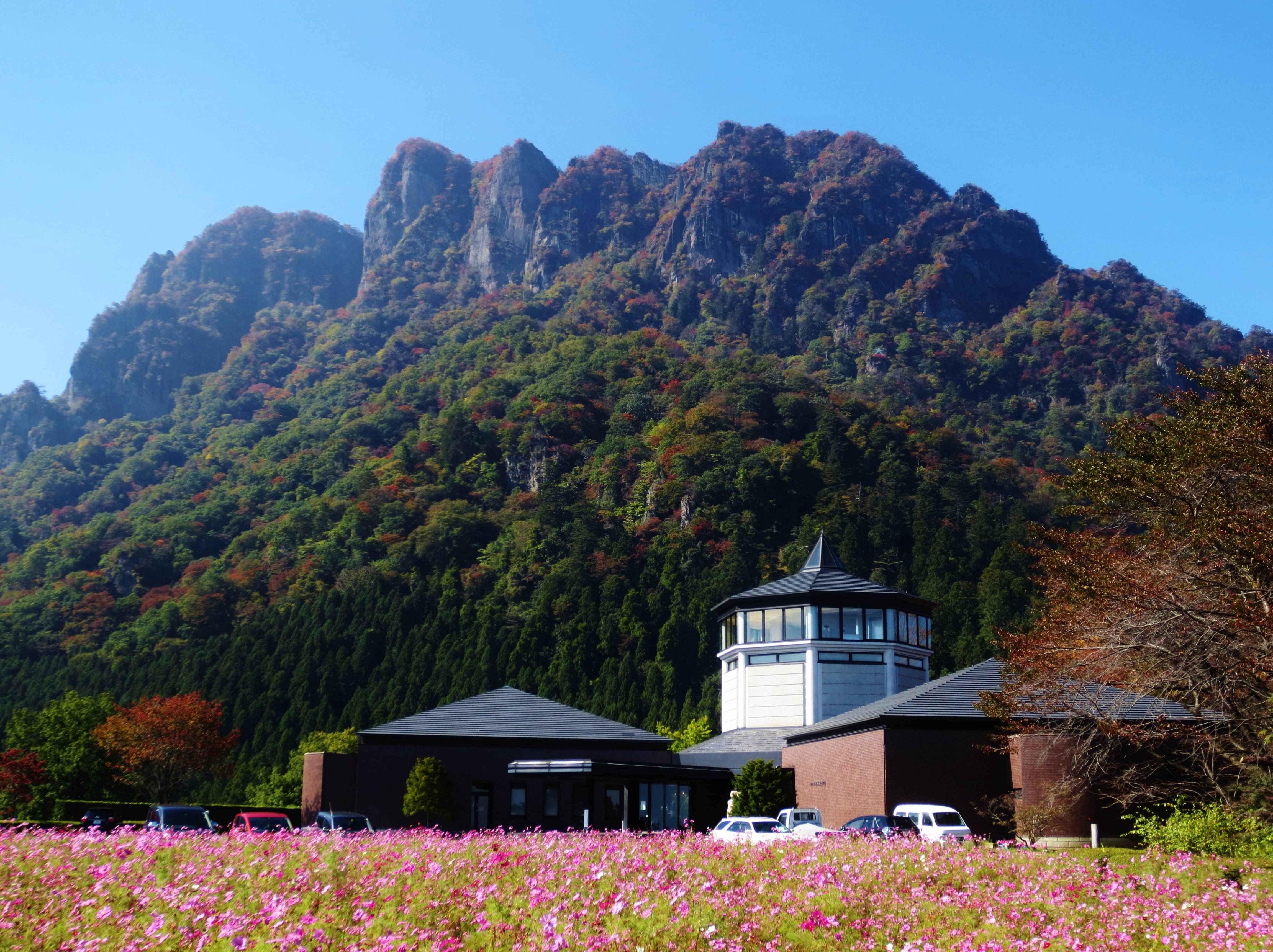
妙義ふるさと美術館

美術博物館から道路を挟んで向かいに位置する、群馬県立の博物館。
富岡市立岡部温故館
富岡市上丹生2395。江戸時代の豪商・岡部家に伝わる品々を展示。
富岡市立妙義ふるさと美術館
富岡市妙義町妙義1-5。妙義山を描いた作品の数々を、妙義山に臨むこの場所に展示。

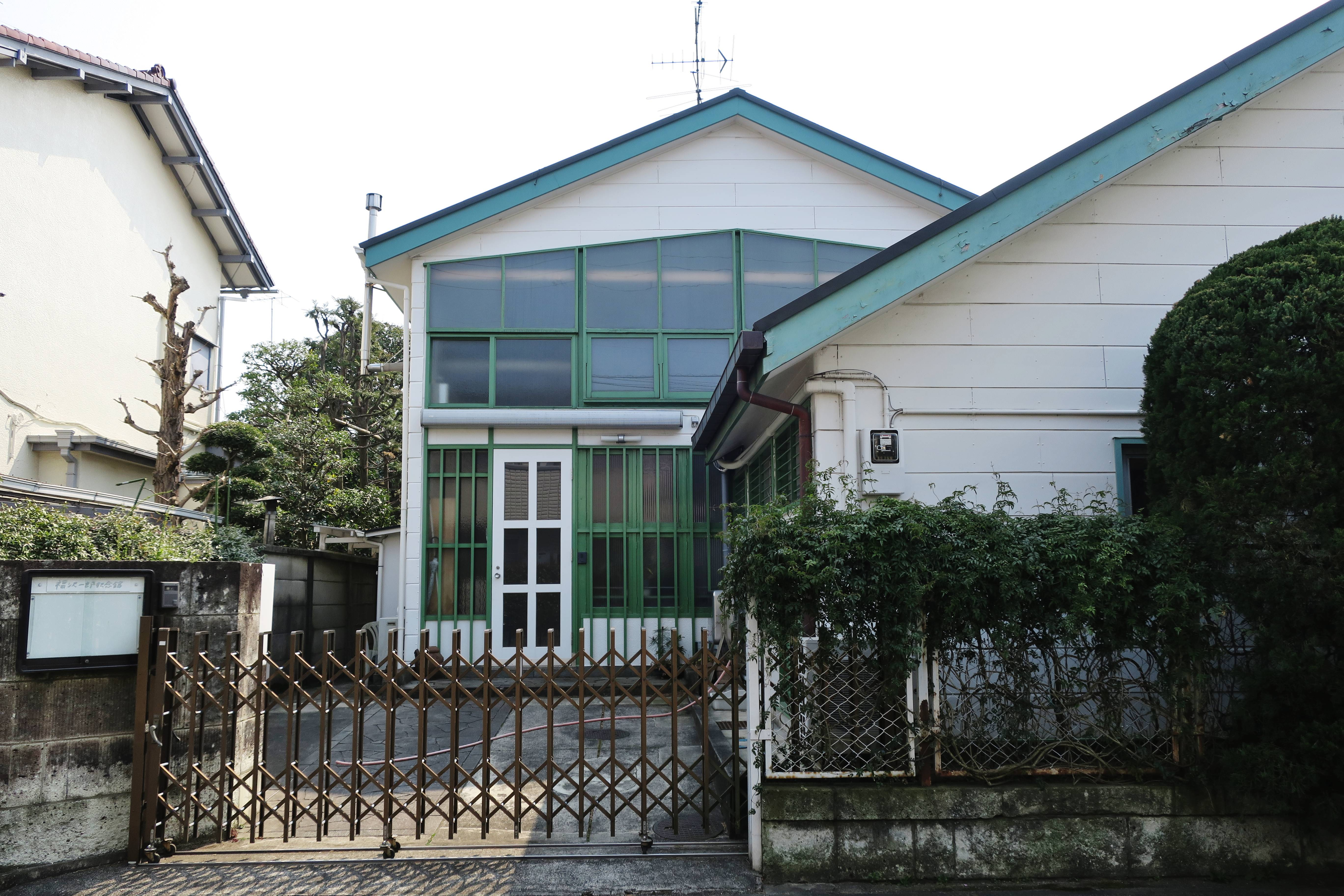
福沢一郎記念館
東京都世田谷区砧8丁目14-7。福沢一郎が使用していたアトリエや居室を改装し、公開している。運営は一般財団法人福沢一郎記念美術財団。